# Napoleone Angiolini
Napoleone Angiolini (Bologna, 1797 – 20 giugno 1871) è stato un pittore italiano.

## Biografia
Napoleone Angiolini frequenta l'Accademia di Belle Arti di Bologna dove è allievo di Giovanni Battista Frulli.
Dotato nei disegni di figura, si distingue fin da giovane vincendo premi in Accademia e al Concorso Curlandese.
Tra il 1824 e il 1829 è a Roma come vincitore della pensione per l'alunnato. Risalgono a questo periodo alcuni suoi saggi a tema storico, quali San Paolo apostolo (1827), Omero in casa del pastore Eumeo, e il Socrate in carcere conservato alla Pinacoteca nazionale di Bologna. Si perfeziona in disegno all'Accademia di Francia dove acquisisce un gusto neoclassico.

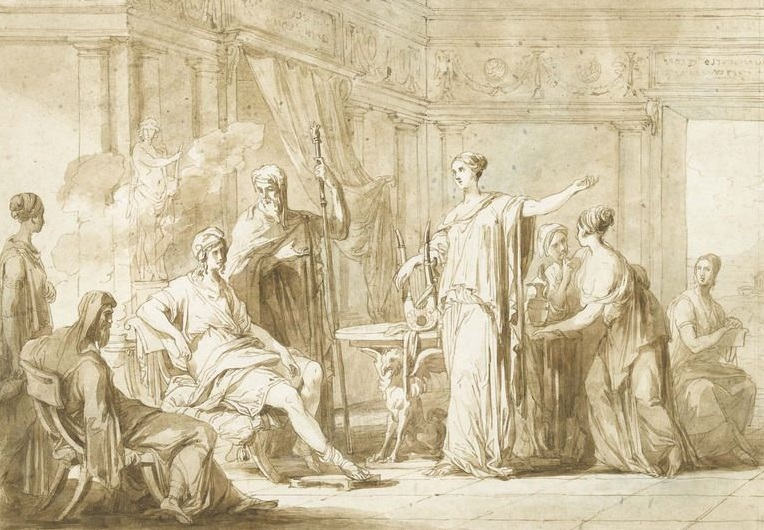
Telemaco nella casa di Idomeneo re dei Dauni

Nel 1831 è a Napoli, sollecitato da Domenico Ferri, per realizzare le parti di figura delle scenografie del teatro San Carlo.
Tornato a Bologna, dal 1838 insegna Elementi di figura in Accademia, ruolo che ricopre fino al 1860 circa quando figurerà tra i suoi allievi Quinto Cenni.
Angiolini è anche ormai un apprezzato pittore, a cui si rivolgono famiglie influenti, committenti pubblici e privati.
«Il suo gusto classicista, ma memore della tradizione settecentesca bolognese, si unisce ad una versatilità nelle discipline artistiche poiché si cimenta anche al restauro che all'esecuzione di incisioni.»
Come restauratore si occupa dei restauri della Sala Farnese nel Palazzo Comunale e del restauro degli affreschi di Domenico Maria Canuti ed Enrico Haffner nella Biblioteca di San Michele in Bosco.
Sempre a Palazzo d'Accursio, nel 1852 è incaricato del rifacimento del monumento a Urbano VIII.
Pittore maturo, si emancipa a poco a poco dalle convenzioni neoclassiche verso forme più libere.
Tra le sue opere più importanti si ricorda il sipario del teatro Comunale di Bologna raffigurante l'Apoteosi di Felsina, andato distrutto a causa di un incendio.
Alcuni suoi disegni sono conservati al Museo del Prado.
È sepolto nella Certosa di Bologna.

## Opere parziale
- Socrate in carcere, Pinacoteca nazionale di Bologna
- Il Conte di Carmagnola, generale de’ veneziani, che tradotto al supplizio viene incontrato dalla moglie e dalle figlie, Pinacoteca nazionale di Bologna
- Presentazione di Gesù nel Tempio, Chiesa degli Alemanni, Bologna
- Ugo Bassi sui gradini di San Petronio, Museo civico del Risorgimento, Bologna
- Combattimento dell'otto agosto alla Montagnola, Museo civico del Risorgimento, Bologna
- sipario del Teatro Comunale (opera perduta)
- Allegorie della Poesia religiosa e della Fama nella Sala Farnese di Palazzo d'Accursio, Bologna
- Sant'Ambrogio, Chiesa di Villanuova